# خوان خوور
خوان خووِر سانیِس (اسپانیایی: Juan Jover Sañes‎؛ زادهٔ ۲۳ نوامبر ۱۹۰۳ در بارسلون، درگذشتهٔ ۲۸ ژوئن ۱۹۶۰ در سیتخس، کاتالونیا) رانندهٔ مسابقات اتومبیل‌رانی فرمول یک اهل اسپانیا بود که در فصل ۱۹۵۱ در مجموع در یک گراند پری شرکت کرد، اما موفق به کسب هیچ امتیازی نشد.
خوور در ۲۸ ژوئن ۱۹۶۰ بر اثر تصادف رانندگی جاده‌ای در سیتخس، کاتالونیا درگذشت.